# قائد
قائِد (به معنای رهبر) یا قائد بنات النعش(به معنای پیشرو دختران تابوت) یا اتا خرس بزرگ یک ستاره است که در صورت فلکی خرس بزرگ و صورتک بنات النعش قرار دارد. این ستاره را گاه ستاره بنات النعش می‌گویند، که نباید آن‌را با صورت فلکی بنات النعش (که این ستاره در آن قرار دارد) اشتباه کرد. این ستاره را در زبان انگلیسی Alkaid (یا Elkeid) (القائد) یا Benetnasch نامیده‌اند. در صورت فلکی بنات النعش یک تابوت(نعش) و سه دختر(بنات) در جلوی آن دیده می‌شود، که ستاره مورد بحث جلوتر از همه است، و به همین جهت آن‌را قائد(به معنای جلودار) خوانده‌اند. 